# Hermenegildo Leite
Hermenegildo Leite, detto Gildo (Luanda, 17 maggio 2000), è un velocista angolano.

## Biografia
Ha rappresentato la Angola ai Giochi olimpici estivi di Rio de Janeiro 2016 nella specialità dei 100 metri piani, venendo eliminato nel turno preliminare.

## Palmarès
| Anno | Manifestazione  | Sede           | Evento      | Risultato   | Prestazione | Note |
| ---- | --------------- | -------------- | ----------- | ----------- | ----------- | ---- |
| 2016 | Giochi olimpici | Rio de Janeiro | 100 m piani | Preliminare | 11"65       |      |